# Mina Fujii
Mina Fujii (藤井 美菜 Fujii Mina?,  San Diego, California, 15 de julio de 1988) es una actriz japonesa, afiliada a Humanité. Habiendo debutado a la edad de nueve años, Fujii es principalmente conocida por sus roles en Bloody Monday, Kyōfu, Koisuru Maison: Rainbow Rose, 9 Seconds: Eternal Time y Death Note: New Generation, entre otros.

## Biografía
Fujii nació el 15 de julio de 1988 en San Diego, California, ciudad donde su familia se había trasladado temporalmente debido al trabajo de su padre, un profesor universitario. La familia regresó a Japón cuando Fujii tenía diez meses de edad, inicialmente estableciéndose en la ciudad de Chiba, luego a Niigata y finalmente en la prefectura de Kanagawa. Debutó como actriz a la edad de nueve años, tras participar en una obra teatral comunitaria de su ciudad titulada Champoo no Mori de Nemuru. Tomando un particular interés en la actuación, en los años siguientes Fujii continúo actuando en obras teatrales locales, hasta su posterior traslado a Tokio para enfocarse en sus actividades de artes escénicas.

## Filmografía

### Series de televisión
| Año  | Título                                                  | Rol                              | Notas     |
| ---- | ------------------------------------------------------- | -------------------------------- | --------- |
| 2007 | Broccoli                                                | Inaho Yamashita                  | Principal |
| 2008 | Shikaotoko Aoniyoshi                                    | Masayo Sakura                    |           |
| 2008 | Bloody Monday                                           | Aoi Asada                        |           |
| 2009 | Yonimo Kimyona Monogatari: Haru no Tokubetsu-hen        | Chiaki Mizutani                  |           |
| 2010 | Bloody Monday 2                                         | Aoi Asada                        |           |
| 2010 | Shaken Baby! Shakespeare Syndrome                       | Umino Azusa                      |           |
| 2010 | Shukumei 1969-2010                                      | Akiko Shiroi                     |           |
| 2010 | Team Batista 2                                          | Eri Aoki                         |           |
| 2010 | Tenshi no Wakemae                                       | Keiko Sonoda                     |           |
| 2010 | Face Maker                                              | Erina Anzai                      |           |
| 2010 | Tantei Amadeus                                          | Himeko Shiratori                 |           |
| 2011 | Utsukushii Rinjin                                       | Ami Mashita                      |           |
| 2012 | Hungry!                                                 | Momoko                           |           |
| 2012 | Kore De Ii no Da!! Akatsuka Fujio to Futari no Tsuma    | Rieko Akatsuka                   |           |
| 2012 | Koisuru Maison: Rainbow Rose                            | Reika                            |           |
| 2012 | Sōmatō Kabushiki Gaisha                                 | Shinobu Numata                   |           |
| 2012 | Ms Panda and Mr Hedgehog                                | Mina                             |           |
| 2012 | The King of Dramas                                      | Akiko Watanabe                   |           |
| 2012 | Another Wedding                                         | Minse Eun                        |           |
| 2013 | Ookaechizen                                             | O-Shino                          |           |
| 2014 | Kindaichi Shōnen no Jikenbo N                           | Giselle Tsukuyomi                |           |
| 2014 | Tsumatachi no Shinkansen                                | Tayo Shima                       |           |
| 2014 | Mama to Papa ga Ikiru Riyū.                             | Chika Tsuyama                    |           |
| 2015 | Yami no Bansō-sha                                       | Shōko Murotani/Kimiko Sonoda     |           |
| 2016 | Doctor Chōsa-han: Iryō Jiko no Yami o Abake             | Yūko Tabuchi                     |           |
| 2016 | Death Note: New Generation                              | Shō Nanase                       |           |
| 2016 | Rental Kyūseishu                                        | Aino Taniguchi                   |           |
| 2016 | Cold Case: Shinjitsu no Tobira                          | Fusako Yūki                      |           |
| 2017 | FNS27 Jikan TV                                          | Ikumatsu                         |           |
| 2018 | Kaseifu no Mitazono                                     | Makoto Asano                     |           |
| 2018 | Koi no Tsuki                                            | Risa Nakamura                    |           |
| 2018 | Sōsa Kaigi wa Ribingu de!                               | Maki Nikaidō                     |           |
| 2019 | Setsuyaku Rock                                          | Makiko Ōguro                     |           |
| 2019 | Junichi                                                 | Eiko                             |           |
| 2020 | Hamura Akira: Sekai de Mottomo Fuunna Tantei            | Kaori Yura                       |           |
| 2020 | Yōkai Sharehouse                                        | Ikiryō/Harashima (Nishioka) Risa |           |
| 2020 | Honda Tetsuya Suspense Donna bianka: Keiji Uozumi Hisae | Yōko                             |           |
| 2020 | Haru to Ao no Obentō Bako                               | Orie                             |           |
| 2020 | Hagure Keiji Sansei                                     | Hina Sanda                       |           |

### Películas
| Año  | Título                             | Rol                  | Notas     |
| ---- | ---------------------------------- | -------------------- | --------- |
| 2006 | Simsons                            | Miki Onaka           | Rol debut |
| 2007 | Mirai Yosozu: Aishiteru no Sign    | Asuka Miyamoto       |           |
| 2008 | Ame no Tsubasa                     | Tōka Ikegami         | Principal |
| 2008 | Inu to Watashi no Jū no Yakusoku   | Michi                |           |
| 2009 | Chōhatsu Dai Kaijū Gehara          | Momoko Hagiwara      |           |
| 2010 | Subete wa Umi ni Naru              | Yūka                 |           |
| 2010 | Hito no Sabaku                     | Hazuki               |           |
| 2010 | Kyōfu                              | Kaori Ōta            | Principal |
| 2010 | Bushi no Kakeibo                   | Inoyama Masa         |           |
| 2013 | Little Maestra                     | Saki Isaka           |           |
| 2013 | Jinrō Game                         | Marie Inoue          |           |
| 2014 | Monsterz                           | Nana Oshikiri        |           |
| 2014 | Joshi Zu                           | Mika Aota/Jossy Blue |           |
| 2016 | Death Note: Light Up The New World | Shō Nanase           |           |
| 2017 | Motto Ryōkiteki na Kanojo          |                      |           |
| 2017 | Shabontama                         | Michi                |           |
| 2018 | Omotenashi                         | Naoko                |           |
| 2018 | Snowman                            | Miyuki               |           |
| 2018 | Ningen no Jikan                    | Eve                  |           |